# Крестовоздвиженская церковь (Потняк)
Крестовоздвиженская церковь — приходской храм Южного благочиния Яранской епархии Русской православной церкви в селе Потняк Кикнурского района Кировской области.
Объект культурного наследия России, памятник архитектуры.

## История
Приход открыт по указу Святейшего Синода от 10 января 1895 года. Он выделился из деревень, ранее входивших в приходы сёл Кикнура и Уртма. Церковь построена в 1897–1898 годах, деревянная.

## Архитектура
Престол в храме один — в честь Воздвижения Креста Господня, освящён 23 ноября 1898 года.